# Републикански път III-5301
Републикански път IIІ-5301 е третокласен път, част от Републиканската пътна мрежа на България, преминаващ изцяло по територията на Великотърновска област. Дължината му е 10 km.
Пътят се отклонява наляво при 22 km на Републикански път II-53 в центъра на село Мерданя, насочва се на изток, пресича река Веселина (от басейна на Янтра) и в северната част на град Златарица се свързва с Републикански път III-4004 при неговия 16,5 km.
| Пътища, отклоняващи се надясно (населено място, № на пътя, посока на пътя) | km   | Пътища, отклоняващи се наляво (посока на пътя, № на пътя, населено място) |
| -------------------------------------------------------------------------- | ---- | ------------------------------------------------------------------------- |
| Община Лясковец, II-53, 22 km, с. Мерданя ←                                | 0,0  | ← с. Мерданя, 22 km, II-53, Община Лясковец                               |
| Община Златарица                                                           | 3,9  | Община Златарица                                                          |
| (до 35 km на II-53) III-4004, 16,5 km, гр. Златарица ←                     | 10,0 | ← гр. Златарица, 16,5 km, III-4004 (от 154,1 km на I-4)                   |